# Araponga (Minas Gerais)
Pour les articles homonymes, voir Araponga.
Araponga est une municipalité du Brésil, située dans l'État du Minas Gerais.
Sa population était estimée à 8 152 habitants en 2010. Elle s'étend sur 304,421 km2.
Elle fait partie de la Microrégion de Viçosa dans la Mésorégion Zone de la Mata.

## Maires
| Période | Période | Identité                        | Étiquette | Qualité |
| ------- | ------- | ------------------------------- | --------- | ------- |
| 2009    | 2012    | Antonio Augusto de Araujo Filho | DEM       |         |